# 联邦议会 (瑞士)
联邦议会（德語：Bundesversammlung），又称联邦国会，是瑞士的联邦立法机构，所在地位在伯尔尼的联邦宫。
瑞士联邦为两院制，由同等权力的联邦院和国民院组成。联邦院由46名议员组成，国民院由200名议员组成。國民院的選舉方式是名單比例代表制，而聯邦院的議員是按邦州的比例分配。

## 外部連結
- 聯邦議會 （页面存档备份，存于）